# Synagoga Majera Girtlera w Łodzi
Synagoga Majera Girtlera w Łodzi – prywatny dom modlitwy znajdujący się w Łodzi przy ulicy Józefa Piłsudskiego 25.
Synagoga została zbudowana w 1936 roku z inicjatywy Majera Girtlera. Podczas II wojny światowej Niemcy zdewastowali synagogę.